# 大内利裕
大内 利裕（おおうち としやす）は、オウム真理教の元幹部。福島県出身。ホーリーネームはプンナ・マンターニプッタ。大阪支部長、ニューヨーク支部長などを歴任。1995年当時はオウム真理教モスクワ支部で活動していた。早川紀代秀、林郁夫、中田清秀、満生均史などと並んで数少ない麻原より年上の幹部。同宗教法人の責任役員であった。

## 来歴
福島県浜通り地方で生まれる。東京都内の鍼灸専門学校卒業後、鍼灸師となった。妹はオウム“新信徒庁長官”大内早苗。
平家物語の盛者必衰・諸行無常の教えなどに強く影響を受け、精神世界や古神道・生長の家・大本などに興味を持ち、多くの霊能力者にも会ったが、いずれも大したことがなく失望していた。そんな中1985年12月に麻原彰晃の書いた雑誌『ムー』のヒヒイロカネの記事をきっかけにオウム神仙の会（後のオウム真理教）を知り入信、神秘体験を経験する。「先生（麻原）に大恋愛をしてしまった。好きで好きでしょうがなくなってしまった」という。オウム神仙の会最初の男性信者として、早川紀代秀、井上嘉浩、村井秀夫らを出家させる。1986年10月2日に出家。出家番号は8。
1990年の第39回衆議院議員総選挙には真理党候補として旧埼玉3区から出馬し、落選した。同年、国土法違反事件で逮捕され（不起訴処分）、留置中に正悟師に昇格。
1993年9月にロシアに派遣され、モスクワ支部の立ち上げに尽力した。モスクワ支部では、我の強い上祐史浩とは仲が悪かったとも言われる。

## 事件への関与
出家後まもなくの1988年9月、在家信者死亡事件が起こる。大内は関わっていなかったが、遺体を焼却する場に居合わせた妹の大内早苗から相談されたことで事件を知る。早苗は麻原の他人の心を読める力を気にして、兄に話してしまったことを麻原に打ち明け、麻原は大内を呼び出し、大内は早苗から事件について聞いたことを認めた。1989年2月、麻原から「グルのためなら人を殺すことができるか」と言われ、男性信者殺害事件に関与することになった。さらに1993年6月、早苗の監視ミスがきっかけとなった男性信者逆さ吊り死亡事件の死体隠蔽に参加した。
1995年3月の地下鉄サリン事件を機に、ロシア政府はオウム真理教を信じることを禁止。7月に当時ロシア国内に残っていた大内は布教禁止命令に違反したとして逮捕され10日間勾留される（支部長の上祐史浩は日本に呼び戻され不在だった）。日本に帰ることもできたがロシアの信者に迷惑がかからないように自分が犠牲にとの思いであり、ロシアの捜査官からは「上祐の責任を背負わされた馬鹿」呼ばわりされたという。勾留中に脱会届を教団に送付した。
1998年3月5日に国外退去処分を受け、ロシアを出国した。同年4月2日、男性信者殺害事件で国際指名手配。その後、キプロスに潜伏しているところを現地警察に逮捕されてしまい、日本に強制送還され、4月19日に警視庁に逮捕された。坂本堤弁護士一家殺害事件がオウムの犯行であったと知り、麻原への帰依の心が揺らいだ。
裁判では、上祐史浩らにオウムを解散するよう求めた。検察より懲役10年が求刑され、2000年11月6日の第一審・2003年2月6日の控訴審とも懲役8年の実刑判決が下り確定。

## 関連事件
- オウム真理教
- オウム真理教事件
- 男性信者殺害事件
- 男性信者逆さ吊り死亡事件